# Rachel Cuschieri
Rachel Cuschieri (* 26. April 1992 in San Ġwann) ist eine maltesische Fußballspielerin.

## Karriere

### Verein
Cuschieri startete ihre Karriere im Alter von fünf Jahren bei San Gwann FC. Im Alter von 13 Jahren verließ sie ihren Heimatverein San Gwann und ging zum FC Birkirkara. Dort gab sie 2010 ihren Senioreneinstand und wurde in den folgenden Jahren Top-Scorer von Birkirkara. Nachdem sie in vier Seniorenjahren, in 65 Spielen, 79 Tore erzielte, wechselte sie nach Zypern zum Apollon Limassol. Mit dieser Vertragsunterschrift bis zum 30. Mai 2015, wurde Cuschieri die erste Spielerin Malta's die einen Profi-Vertrag unterschrieb. Sie gilt gegenwärtig als eine der besten Fußballspielerinnen, der Mittelmeer Insel Malta und wurde 2011, sowie 2012 Spielerin des Jahres.

### Nationalmannschaft
Cuschieri steht im Kader für die Maltesische Fußballnationalmannschaft der Frauen.
Am 16. Juli 2024 bestritt sie im EM-Qualifikationsspiel gegen Portugal ihr 100. Länderspiel und durfte ihre Mannschaft als Kapitänin aufs Feld führen.

## Erfolge
Maltesische Fußballmeisterschaft der Frauen (2)
- 2012, 2013

HSBC Women’s Cup (2)
- 2011, 2013

Super Cup (2)
- 2011, 2013

Top Scorer (5)
- 2010, 2011, 2012, 2013, 2014

Melita Player of the Year (1)
- 2009

MFA Player of the Year (1)
- 2011

Melita Player of the year (1)
- 2012

MFA Player of the year (1)
- 2012